# Josep Homar i Duran
Josep Homar i Duran (barri d'Horta, Barcelona, 20 de febrer de 1886 – Barcelona, 23 de març de 1967) fou un sacerdot i bibliòfil català.

## Biografia
Fou ordenat sacerdot en 1911 i va exercir com a mossèn a diversos indrets de Catalunya. Durant la guerra civil espanyola va exercir com a capellà de la parròquia del carrer del Pi, que era controlada per la Junta de la Dona Patriòtica (Emakume Abertzale Batza) dels exiliats bascos establits a Barcelona.
El 1948 fou nomenat regent de la parròquia de Santa Eulàlia de Mèrida a l'Hospitalet de Llobregat, de la qual fou nomenat rector en 1954. Juntament amb l'aleshores alcalde de la ciutat, Ramon Solanich Riera, presidí el Patronat de Santa Maria de Bellvitge, amb la finalitat de restaurar l'ermita de Bellvitge i el patronat per a la construcció de l'edifici de l'Escola Tecla Sala, inaugurada en 1957.
Mossèn Homar va donar en vida la seva biblioteca, formada per més de 7.000 volums, a la ciutat de l'Hospitalet de Llobregat. Amb ells es formà la Biblioteca Mossèn Homar, inaugurada el 31 de març de 1963 en un local situat en el mateix edifici de l'Ajuntament de l'Hospitalet. Morí el 1967.
En 1985 la Biblioteca Mossèn Homar va passar formar part del fons bibliogràfic de la Biblioteca de Can Sumarro. El 2000 el fons va ser incorporat al fons de la Biblioteca Central Tecla Sala i el 2005 es va iniciar, amb el suport de la Diputació de Barcelona, el procés de catalogació que va acabar l'estiu del 2007.